# Alameda de Hércules
Alameda de Hércules is een brede laan van 450 meter lang in het centrum van de Spaanse stad Sevilla. Het is tegenwoordig het grootste open terrein in het centrum van de stad, en heeft een bohemienuitstraling.
In 1574 werd de laan aangelegd als publieke tuin. Hierbij werden twee zuilen aan beide uiteinden van de laan geplaatst, afkomstig uit de resten een Romeinse tempel bij de straat Mármoles.
Op twee van de zuilen werden beelden geplaatst van Julius Caesar en Hercules. In de tweede helft van de 18e eeuw werden nog twee beelden geplaatst op de zuilen aan het andere eind van de promenade.
Gedurende de laatste decennia van de 20e eeuw stond het bekend als een prostitutiegebied. In 2006 werd begonnen met een reconstructie van het plein, deze werd in 2008 officieel in gebruik genomen. Tegenwoordig is het een populair plein waar de (alternatieve) jeugd 's avonds bijeenkomt. Langs de Alameda bevinden zich vele barretjes.

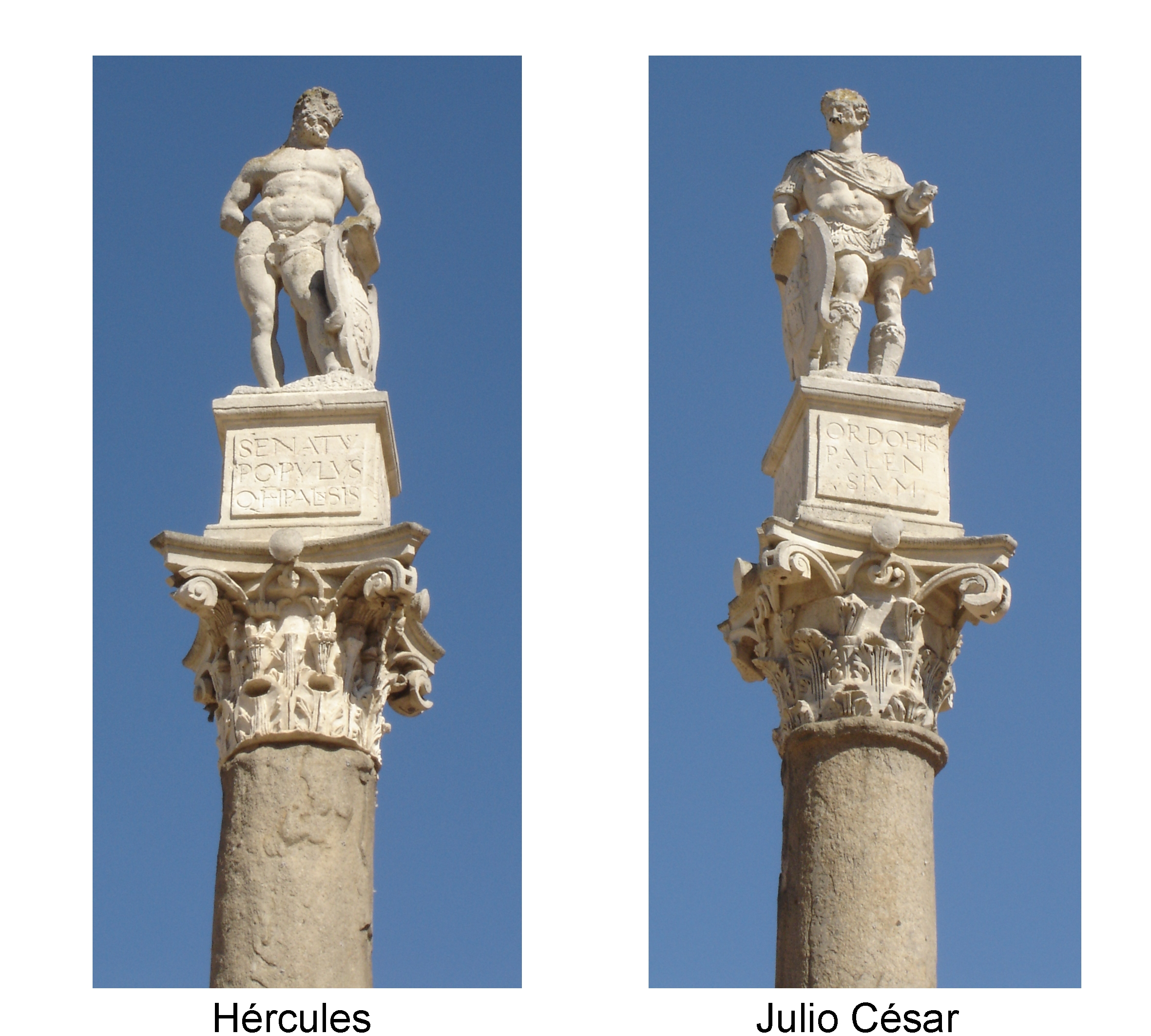
Herakles en Julius Caesar